# David Trezeguet
David Trezeguet (født 15. oktober 1977) er en fransk-argentinsk fodboldspiller, der siden 2014 har spillet for den indiske klub Pune FC. Han har tidligere spillet adskillige sæsoner for henholdsvis AS Monaco, Juventus FC.
Har står noteret for 71 kampe og 34 scoringer for Frankrigs landshold. Han var med til at vinde både VM i 1998 og EM i 2000, hvor han i finalen afgjorde kampen med et golden goal. I VM-finalen i 2006 brændte han det afgørende straffespark mod Italien.